# Česnek ořešec
Česnek ořešec (Allium scorodoprasum) je druh jednoděložné rostliny z čeledi amarylkovitých.

## Popis
Jedná se o vytrvalou cca 50–100 cm vysokou rostlinu s podzemní cibulí, cibule je vejcovitá, kolem ní jsou často dceřiné tmavě fialové cibulky,. Lodyha asi v dolní třetině až polovině zahalena pochvami listů. Listy jsou přisedlé, čepele jsou široce čárkovité, ploché, kýlnaté, asi 5–20 mm široké. Květy jsou uspořádány do květenství, jedná se o lichookolík (stažený šroubel), který je kulovitý, řídký. Pacibulky v květenství jsou na rozdíl od podobného česneku kulovitého přítomny, většinou jsou početné. Květenství je podepřeno cca 1,5 cm dlouhým neděleným toulcem, který je krátce zobánkatý, opadavý. Okvětní lístky jsou cca 4–5 mm dlouhé, fialové. Tyčinky jsou o něco kratší než okvětí, vnitřní nitky jsou rozšířené, se 2 zoubky, které jsou 2x delší než nitka. Plodem je tobolka, která se však často vůbec nevytváří,.

## Rozšíření ve světě
Jedná se o druh s převážně evropským rozšířením. Roste na západ po Francii, na sever po Velkou Británii a jižní Skandinávii, na jih po severní Balkán, na východ po v. Ukrajinu, výjimečně na Kavkaze, v Severní Africe a Turecku.

## Původ a použití
Jedná se patrně o starý kulturní taxon, v minulosti sloužil jako zelenina. Dnes je zdomácnělý i ve volné přírodě. Snad byl vypěstován z druhu česnek kulovitý, který je někdy považován za poddruh česneku ořešce (Allium scorodoprasum subsp. rotundum). Byl jako zelenina využíván už starými Slovany.

## Rozšíření v Česku
V ČR roste roztroušeně v nížinách až pahorkatinách, častější je v teplejších oblastech. Můžeme ho najít na loukách, v křovinách, po příkopech a ve světlých živných lesích.